# تئاتر ملی کاستاریکا
تئاتر ملی کاستاریکا (اسپانیایی: Teatro Nacional de Costa Rica‎) یک سالن نمایش در شهر سان خوزه، کاستاریکا است.
این تئاتر که در سال ۱۸۹۷ تأسیس شده دارای یک سالن به ظرفیت ۱۱۴۰ نفر است.

## نگارخانه

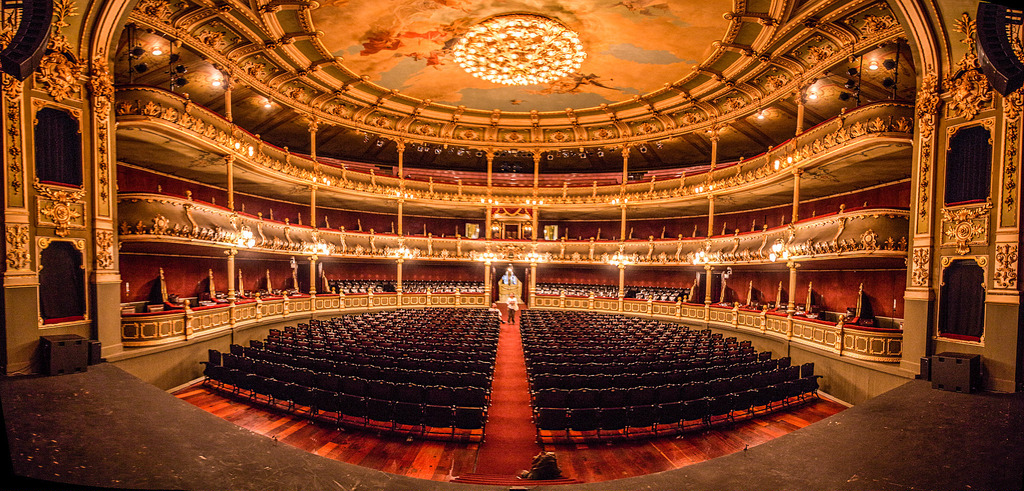
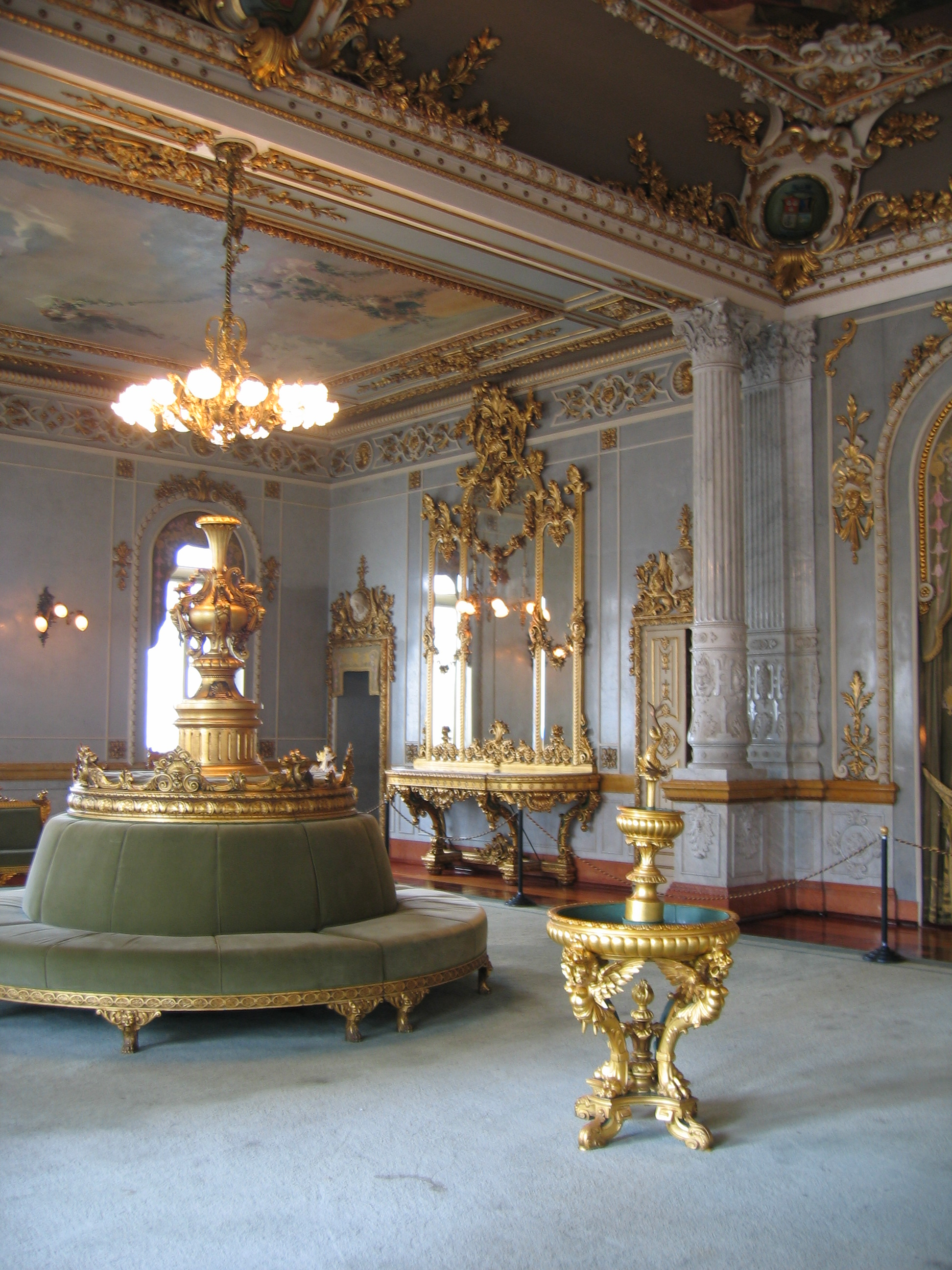
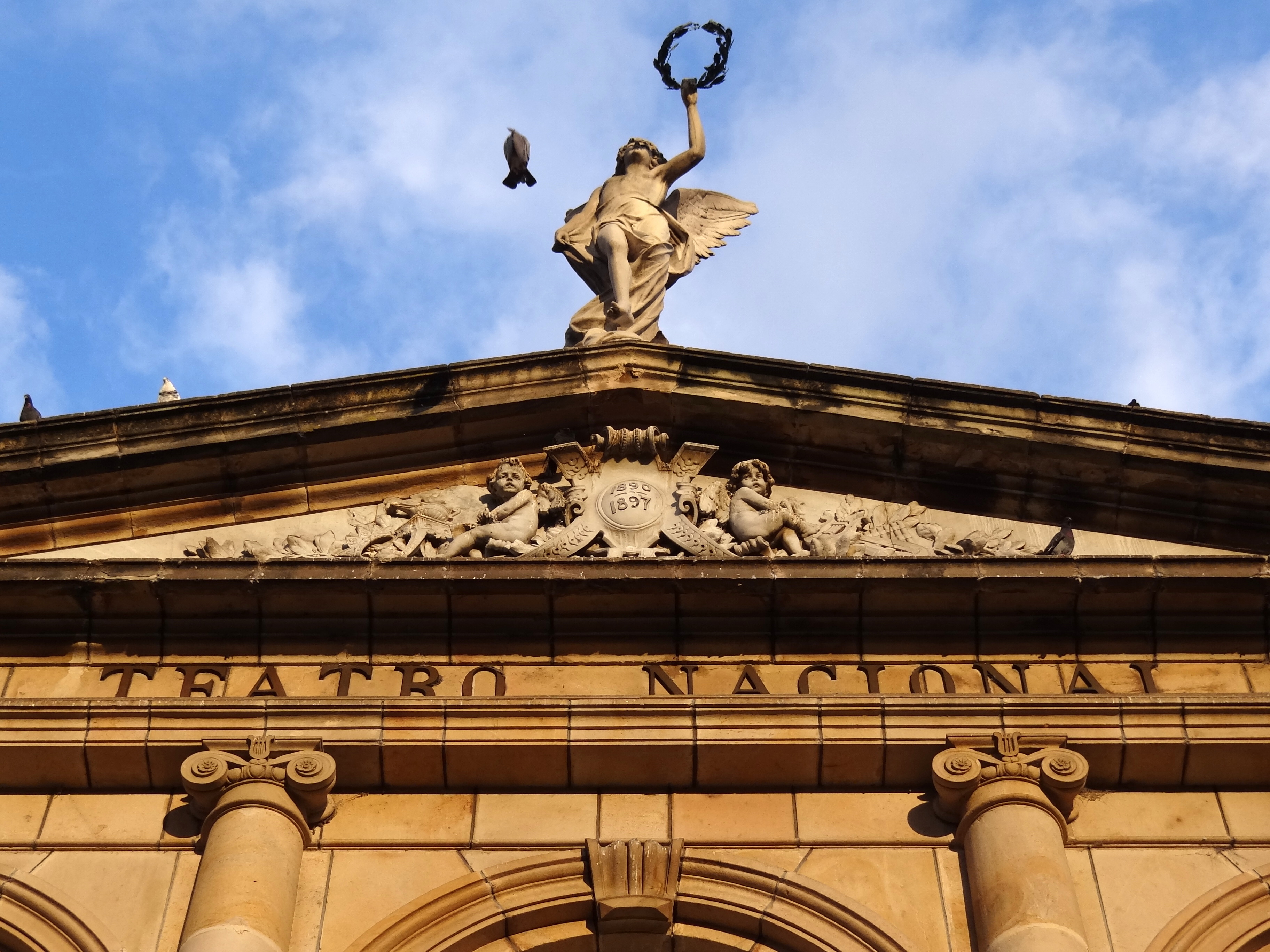